# Roupala dielsii
Roupala dielsii là một loài thực vật có hoa trong họ Quắn hoa. Loài này được J.F. Macbr. miêu tả khoa học đầu tiên năm 1931.